# Alstroemeria sellowiana
Alstroemeria sellowiana là một loài thực vật có hoa trong họ Alstroemeriaceae. Loài này được Seub. miêu tả khoa học đầu tiên năm 1855.